# 香港生力啤酒廠

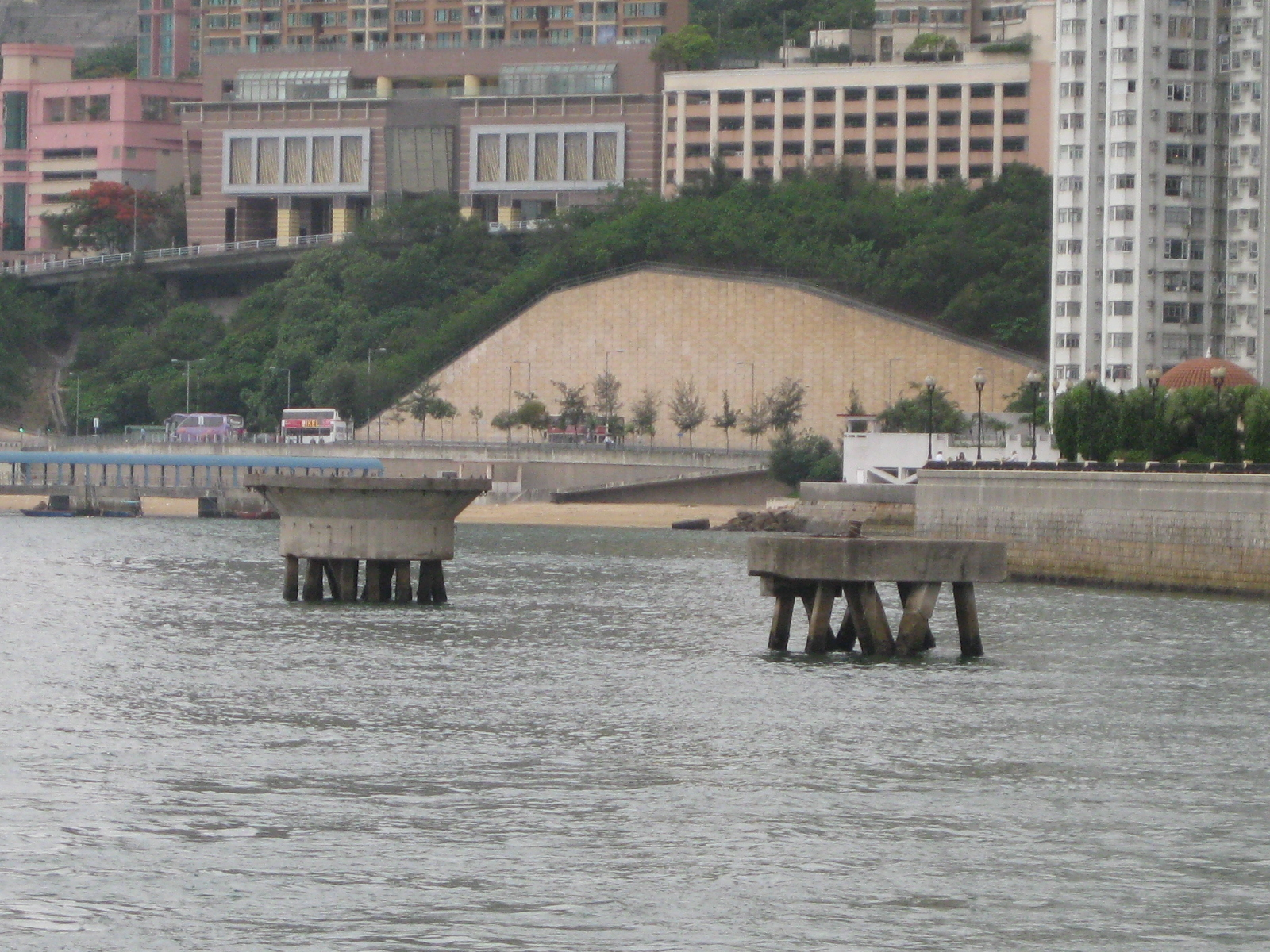
前深井香港生力啤酒廠，已重建為私人住宅碧堤半島

香港生力啤酒廠有限公司（San Miguel Brewery Hong Kong Limited，港交所：0236）是香港的一家啤酒食品公司，最終母公司是菲律賓的商業巨人生力集團。 （页面存档备份，存于）
香港生力啤酒廠的廠房位於南生圍山貝河以西的元朗工業邨，辦事處位於沙田小瀝源源順圍28號都會廣場9樓。
早於1914年，生力啤酒開始出口到香港銷售。而酒廠前身為印度裔商人J·H·律敦治在1930年成立的香港啤酒廠有限公司（Hong Kong Brewers and Distillers Limited），並於新界深井海邊興建廠房，生產以HB啤為品牌的本地啤酒，釀酒的水源來自深井山上的溪水。1941年香港淪陷，律敦治不但拒絕與日本人合作，更偷偷地接濟在戰俘營的印軍和英軍。可是酒廠亦被日軍接收並改名為香港釀造廠，再交由來自大阪的「寶燒酎」經營。香港重光後，酒廠恢復本地啤酒生產，但幾年後律敦治決定專注於慈善活動，於是在1947年出價600萬港元將酒廠出售予生力集團。1948年生力集團正式收購酒廠，並於1950年代初期更新釀酒設備，此後其業務屢創徍績，全盛時期為1980年代中至1990年代初，年度盈利高達億圓港幣。及後於1996年出售深井地皮與會德豐地產（已私有化）興建碧堤半島，獲利逾三十多億港幣。1996年，酒廠遷往元朗工業邨山貝河畔。
由於香港啤酒市場持續萎縮及本地生產成本上漲，香港生力啤酒廠的利潤因此亦連續多年下降，香港生力啤酒廠之董事會於2007年決定停止元朗酒廠之啤酒生產，但仍保留香港之銷售業務。停產後的酒廠只用作包裝和貨倉，所有在香港售賣之生力啤皆由生力集團設於順德之酒廠供應，而香港酒廠內逾一百名平均年資超過十年的員工亦遭遺散。
但是於酒廠停產後，香港酒精飲品市場發生了戲劇性的變化。由於香港經濟轉趨興旺，庫房有大量盈餘，以致於香港財政司時任司長曾俊華於2008至2009財政年度中宣佈，酒精濃度不多於30%的酒類免稅，以刺激香港餐飲業。香港生力啤董事會遂於2008年4月22日決定於2009年初重開元朗酒廠生產線。有關重開的工作已完成，並已於5月初生產第一批啤酒。
酒廠已經於2009年6月初正式恢復投入生產，香港市民又再一次能夠享用香港釀造的新鮮啤酒。
2020年11月29日，酒廠前附屬公司「廣州生力啤酒有限公司」在合資合同中屆滿，而前合資企業是在1990年，由「生力啤（廣東）有限公司」和「廣州啤酒廠」合營，屆滿後，2020年11月30日，將會轉移「生力（廣東）啤酒有限公司」於華南市場銷售和分銷上述啤酒產品。

## 外部連結
- 香港生力啤酒廠官方網址 （页面存档备份，存于）
- 香港生力啤酒廠前身遷址自新界的深井，即現址是碧堤半島的位置。 （页面存档备份，存于）